# برات اوزدمیر
برات اوزدمیر (انگلیسی: Berat Özdemir؛ زادهٔ ۲۳ مهٔ ۱۹۹۸) بازیکن فوتبال اهل ترکیه است.
از باشگاه‌هایی که در آن بازی کرده‌است می‌توان به باشگاه ورزشی گنچلربیرلیغی اشاره کرد.
وی همچنین در تیم‌های ملی فوتبال زیر ۲۱ سال ترکیه و ترکیه بازی کرده‌است.